# Kirche Wernrode

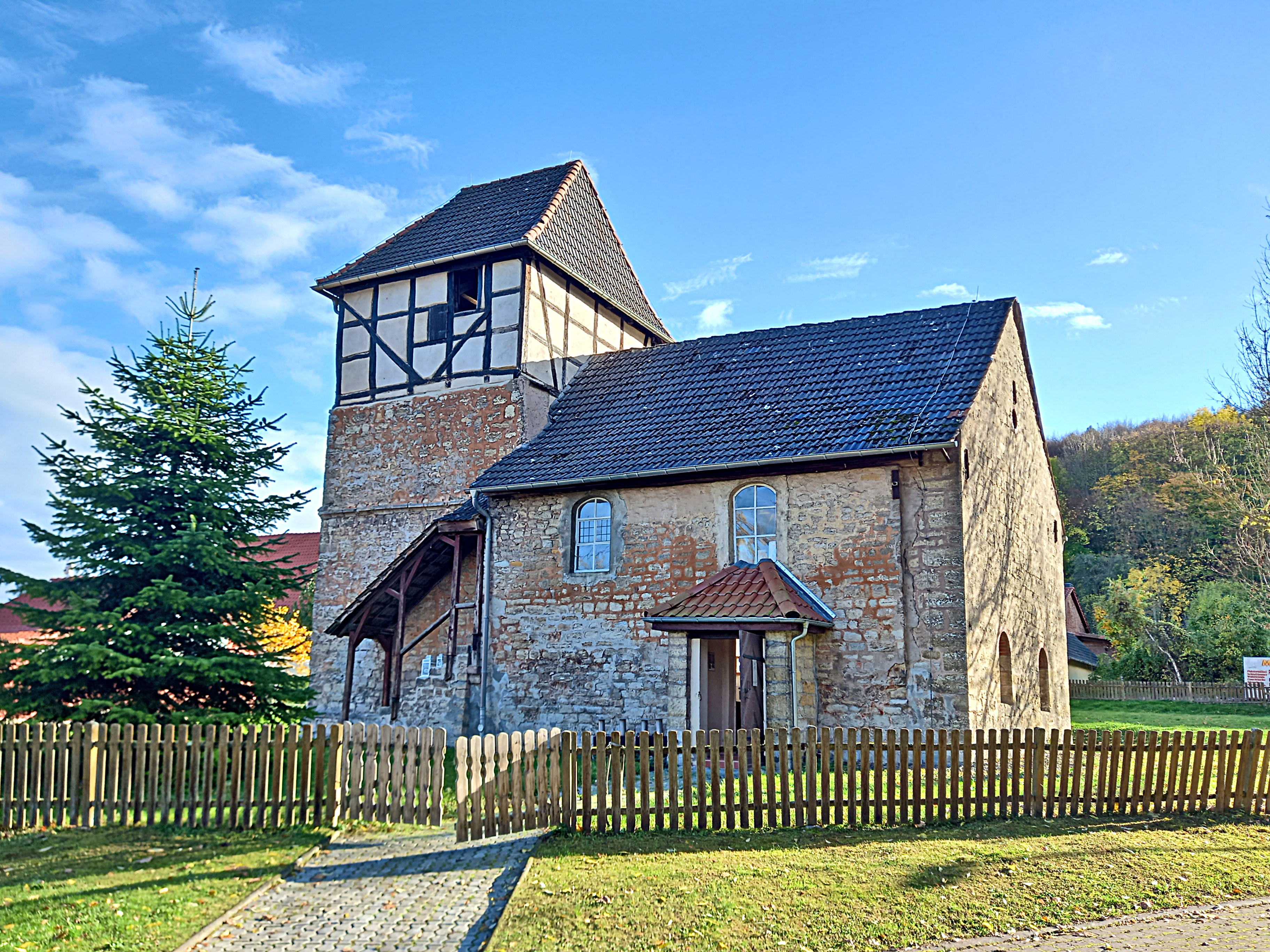
Die Kirche von Norden

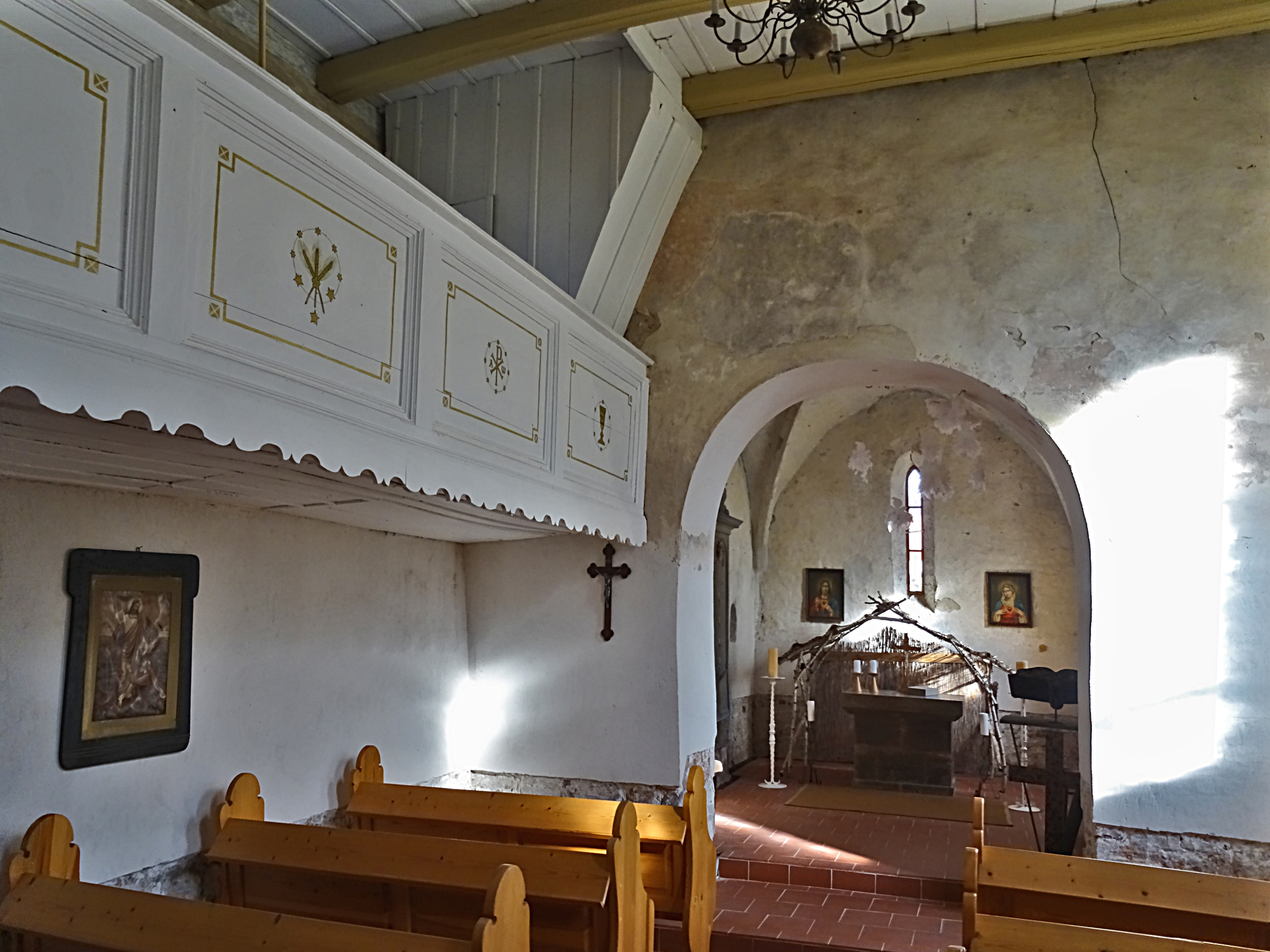
Innenansicht

Diese evangelisch-lutherische denkmalgeschützte Kirche steht in Wernrode, einem Ortsteil der Stadt Bleicherode im Landkreis Nordhausen in Thüringen.
Die Kirche der Kirchengemeinde Wolkramshausen-Wernrode gehört seit 1663 zum Pfarrbereich Wipperdorf im Kirchenkreis Südharz der Evangelischen Kirche in Mitteldeutschland.

## Beschreibung

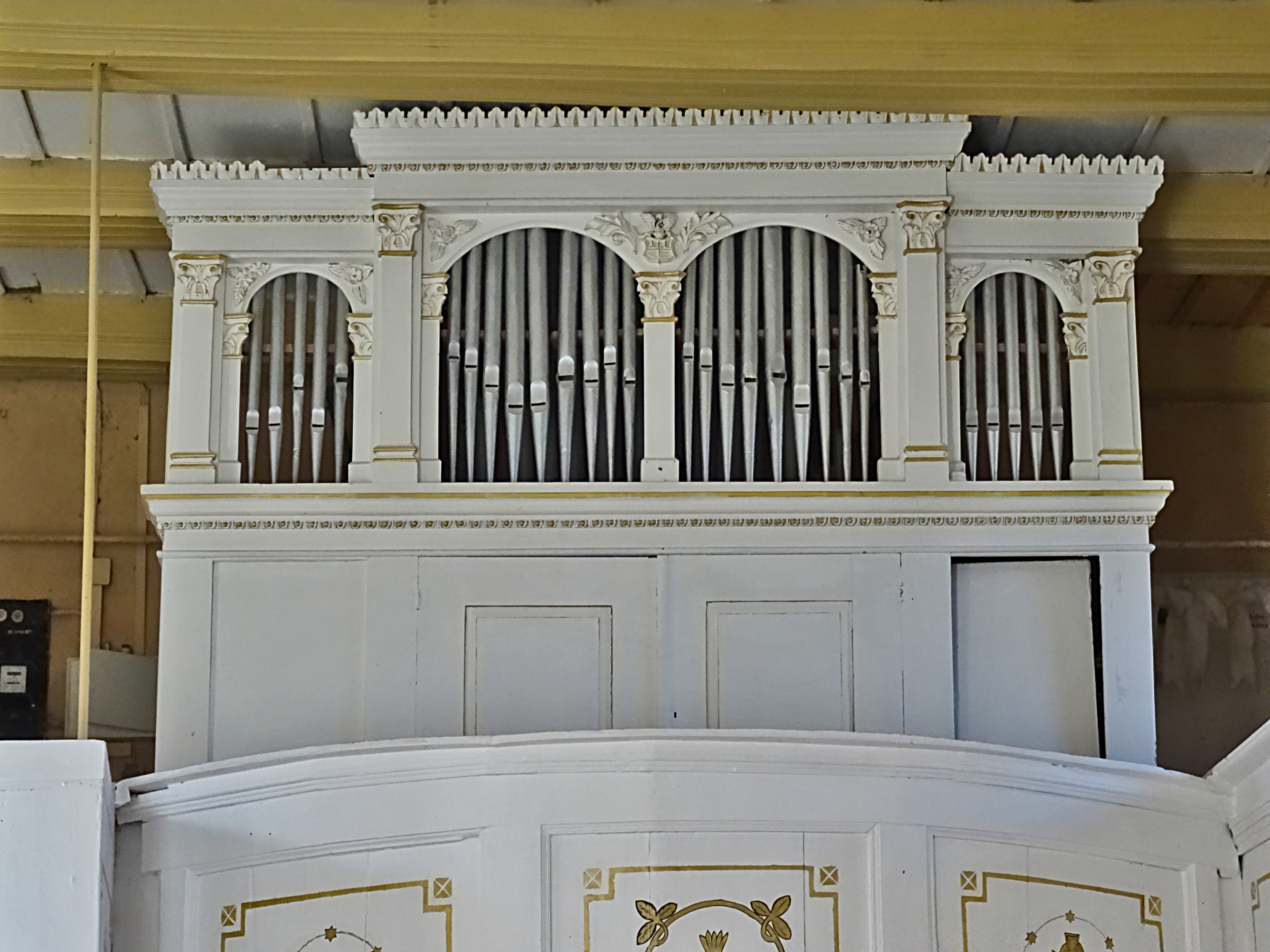
Die Orgel

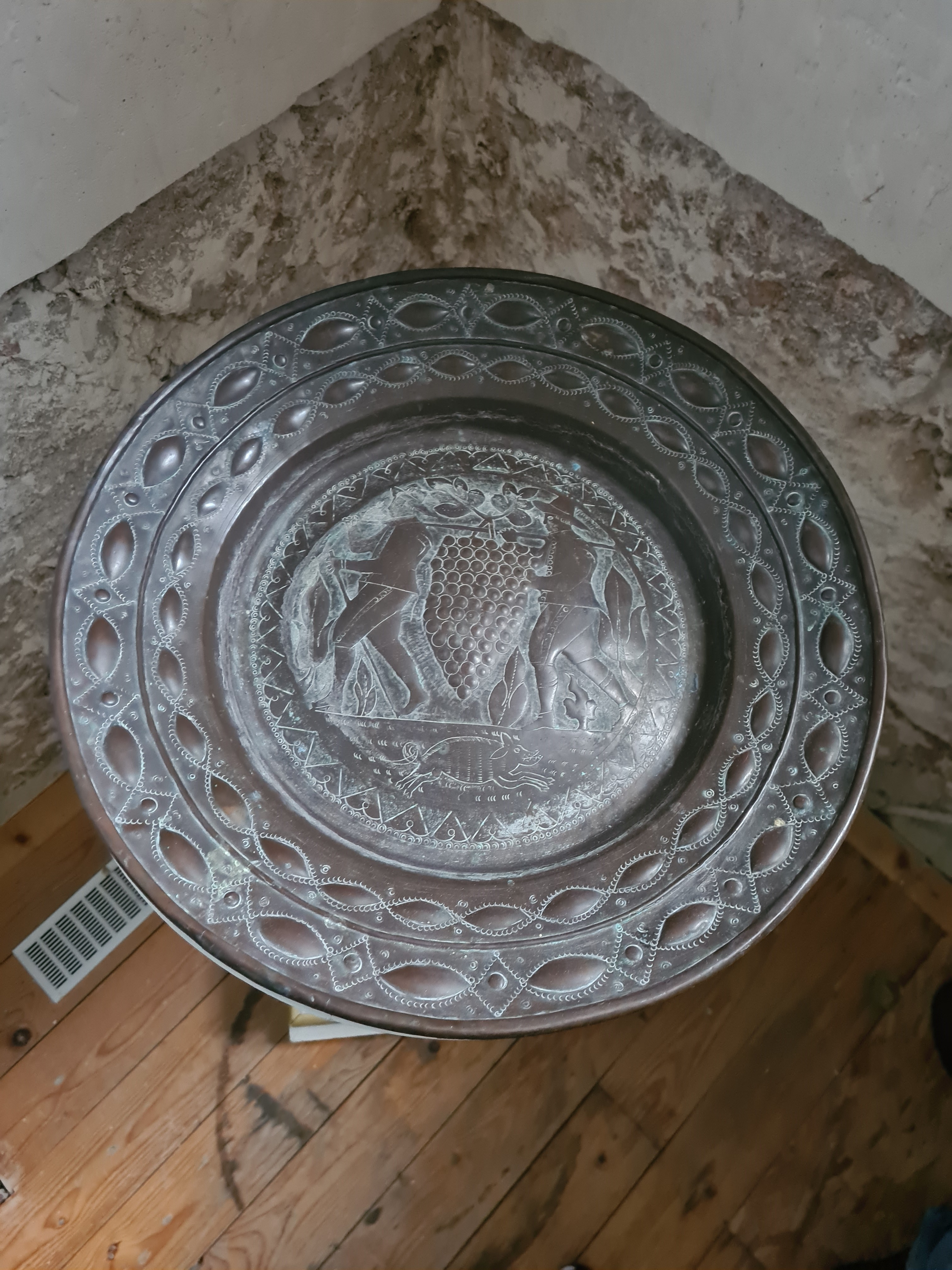
Taufschale aus Messing mit der Reliefdarstellung von Boten getragener Weintraube

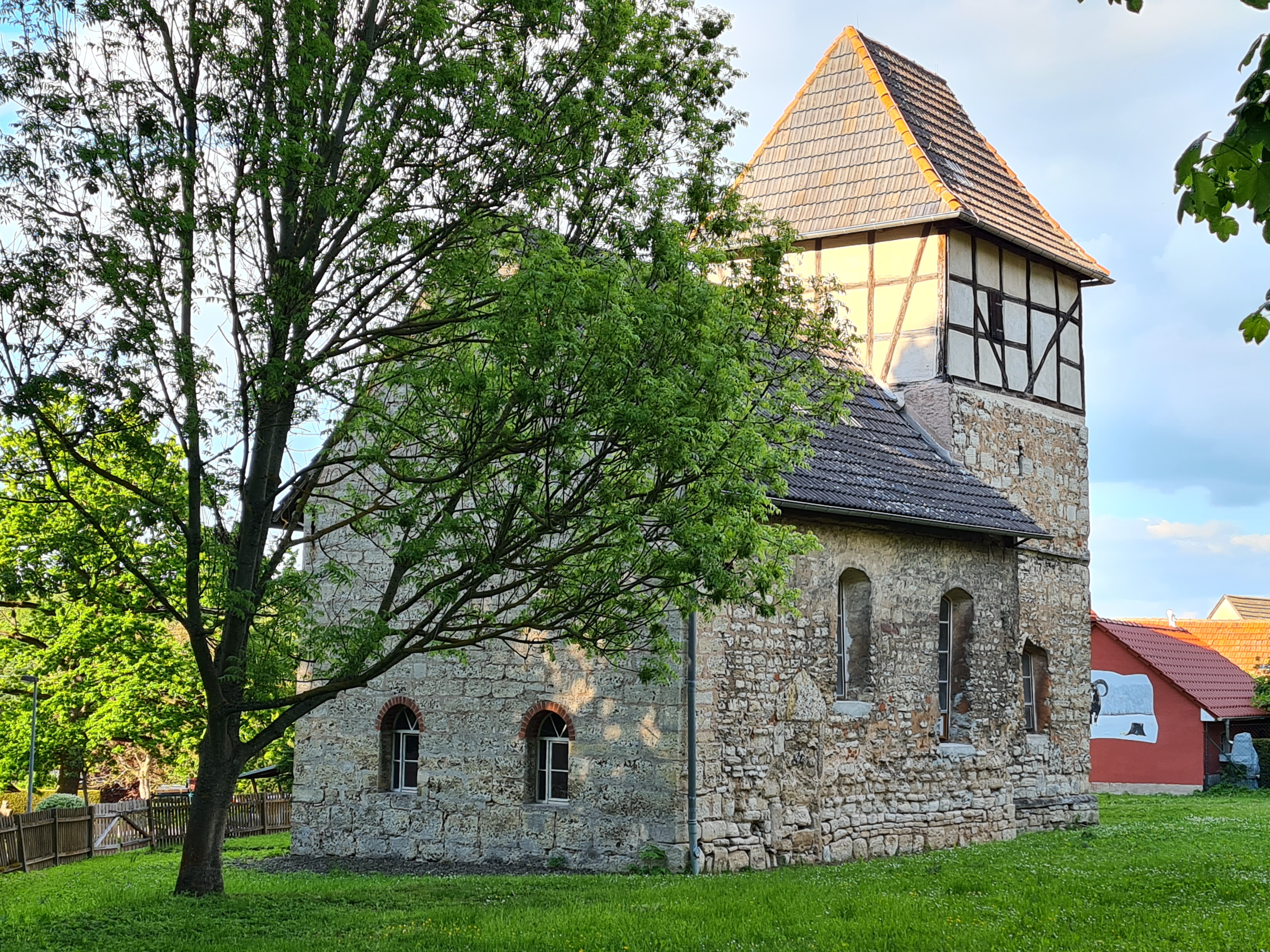
Kirche Wernrode von Westen

Die kleine Saalkirche wurde Anfang des 14. Jahrhunderts aus Bruchsteinen gebaut. Der Rechteckchor aus Eichenholz entstand in den Jahren um 1341 und zeigt an der Ostseite einen nachträglich überbauten Giebel. Auf den zwei steinernen Geschossen des eingezogenen, mit einem Walmdach bedeckten Chorturms befindet sich ein weiteres Geschoss aus Fachwerk. Das Eichenholz wurde, nach einer dendrochronologischen Untersuchung, im Sommer 1446 gefällt und frühestens im Jahr 1447 verarbeitet. Das Kirchenschiff in romanischer Bauform ist mit einem Satteldach bedeckt. Die heutige Baugestalt mit Dachwerk, Emporenaufgang und Ausstattung entstand im 17./18. Jahrhundert. Der komplette Westgiebel ist neuzeitlich, vermutlich im 19. Jahrhundert neu errichtet worden.
Der Innenraum hat hölzerne Emporen und ist mit einer Holzbalkendecke überspannt. Zum Chor, der mit einem spitzbogigen Kreuzrippengewölbe überspannt ist, führt ein runder Triumphbogen. Zur Ausstattung zählen, neben dem Altar und dem Lesepult von Ralf Zöller, das Alabaster-Grabmal mit weißer Figur einer Matrona der Anna von Schiedungen († 1627), die 46 cm große Taufschale aus Messing von 1635 auf achteckigem Schaft mit pyramidenförmigem Fuß aus Holz, das wertvolle Alabaster-Grabmal der Juliana von Jagemann († 1638), eine 80 cm große Glocke von Paul Mas (1498) und eine kleine Glocke (1917). Die Orgel mit sechs Registern, verteilt auf ein Manual und Pedal, wurde im 19. Jahrhundert von einem unbekannten Orgelbauer geschaffen und ist stark renovierungsbedürftig.

## Aus der Chronik von Wernrode
In den Nischen des Chores waren an der Südwand zwei Reliefplatten. Das verschwundene verwitterte Sandsteinbild zeigte einen knienden Ritter vor einem Kruzifix und dem Datum „1587 DEN 1. MAII“. Daneben ist in gleicher Größe eine Figur einer Matrona aus weißem Alabaster auf schwarzer Grundplatte mit der Umschrift „ANN0 1627 DEN 10. JAN. IST DIE WOHLEDLE VND EHRN VIEL TVGENDSAME FRAW ANNA GEBORNE VON REHEN, HANS VON SCHIEDUNGEN S.(elige) WITWEN IN CHRISTO ENTSCHLAFN“.
An der Nordwand des Altarraumes befindet sich die schwarze Alabastergrundplatte eines Grabdenkmals. Die Umschrift darauf lautete in römischen Majuskeln: „ANNO 1638 DEN 12. JVNII IST DIE WOLEDLE VND EHREN VIEL TVGENDSAME FRAVW JVLIANA GEBORNE RÖDERIN, HAVBTMAN HANS ERNST JAGEMAN EHELICHE HAVSFRAVW IN CHRISTO SELIG ENTSCHLAFFEN“.
Im Kirchenschiff befanden sich neben etwa 10 Bankreihen zwei Gestühle, die dem Gutsherren und das kleinere dem Freibauern vorbehalten war. Gegenüber der Kanzel, die zwischen Chor und Schiff an der Südseite stand, war der wappengeschmückte Patronatsstuhl der Familie von Klatte für etwa für 4 Personen. „Gaßmanns Stuhl“ war kleiner, er lag weiter zurück, rechts neben der Eingangstür. Zwei barocke Leuchter mit der Inschrift „HANS PHILLIPP LIEBETRAW *1690* DIESE LEICHTER DER KIRCHEN FREYWILLICH VEREHRET*“ waren angebracht.
Die evangelische Glaube wurde am 27. März 1556 auf einer Synode in Walkenried für die Grafschaft Hohnstein eingeführt. Damit galt die Augsburgische Konfession als Glaubensnorm für die Untertanen.
1954 wurde die Orgel von Wiegand Helfenbein aus Gotha renoviert und das Dach der Kirche neu gedeckt durch Initiative des Pastors Delfs aus Hainrode.
Als die Schule Wernrode 1968 geschlossen wurde, nutzte der damalige Pastor Meyer aus Wolkramshausen das Kircheninnere als Unterrichtsraum.
Ohne sich mit einer Denkmalpflege zu beraten, wurde es stark verändert. Chor und Schiff wurden durch eine Mauer getrennt, Kanzel und Frauenrelief waren dabei im Wege. Die Sonderstühle wurden herausgerissen.
Der ursprüngliche Charakter dieses Bauwerks wurde zerstört und damit auch Erinnerung und Bindung der Einwohner zu ihrer Heimatkirche.
Verschwunden sind seitdem die Leuchter.
Von 1974 bis 1993 wurde die Kirche nicht genutzt.
Anfang der 1990er Jahre erfolgte die Sanierung des Kirchturms und die Öffnung des Chorbogens.
Am 13. April 2002 fand der erste Gottesdienst statt.
Im Jahr 2005 wurde der Innenraum durch Fußbodenerneuerung, Verputzung und Farbanstrich saniert. 2006 wurden neue Kirchenbänken und neue Fenster eingebaut.

## Glocken der Kirche
Im Turm hingen drei Glocken mit den Durchmessern 47 cm, 58 cm und 80 cm.
Die 47 cm große Glocke von 1500 mit der Inschrift in Minuskeln „★ na godes bort * mccccc ★ iar helf sancta āna selp dritte ★†★“ verschwand. Diese wurde 1917 durch eine vom Patron Dr. Hans Hilbenz gestiftete Glocke ersetzt. Diese Glocke trägt die Inschrift „Werdet zu Stahl, auf Recht und Stark, treu bis ins Mark“.
Im Zweiten Weltkrieg (1942), nach dem Aufruf zur Metallspende des deutschen Volkes,  wurden die 58 cm und die 80 cm große Glocke zum Einschmelzen für Kriegszwecke aus dem Turm geholt.
Die größte Glocke mit einem Durchmesser von 80 cm und der Jahreszahl 1498 wurde in Hamburg auf dem sogenannten Glockenfriedhof gefunden und per Zug zum Bahnhof Kleinfurra zurück in die Kirche transportiert.
Sie hat die Minuskelinschrift „in demme gore noch criuts gebort Anno domino mcccclxxxxviii mAria help“ (1498).
Die zweite, 58 cm große Glocke, ohne Inschrift, wurde nicht gefunden.
Die 80 cm messende Wernröder Glocke von 1498 war die erste Arbeit des Glockengießermeisters Pawel Moes (Paul Mas) aus Eisleben. Er fertigte ebenso die 47 cm große verschwundene Wernröder Glocke von 1500 sowie 1499 und 1509 die drei Glocken der St.-Petri-Pauli-Kirche, Taufkirche von Martin Luther.

Glocken der Kirche
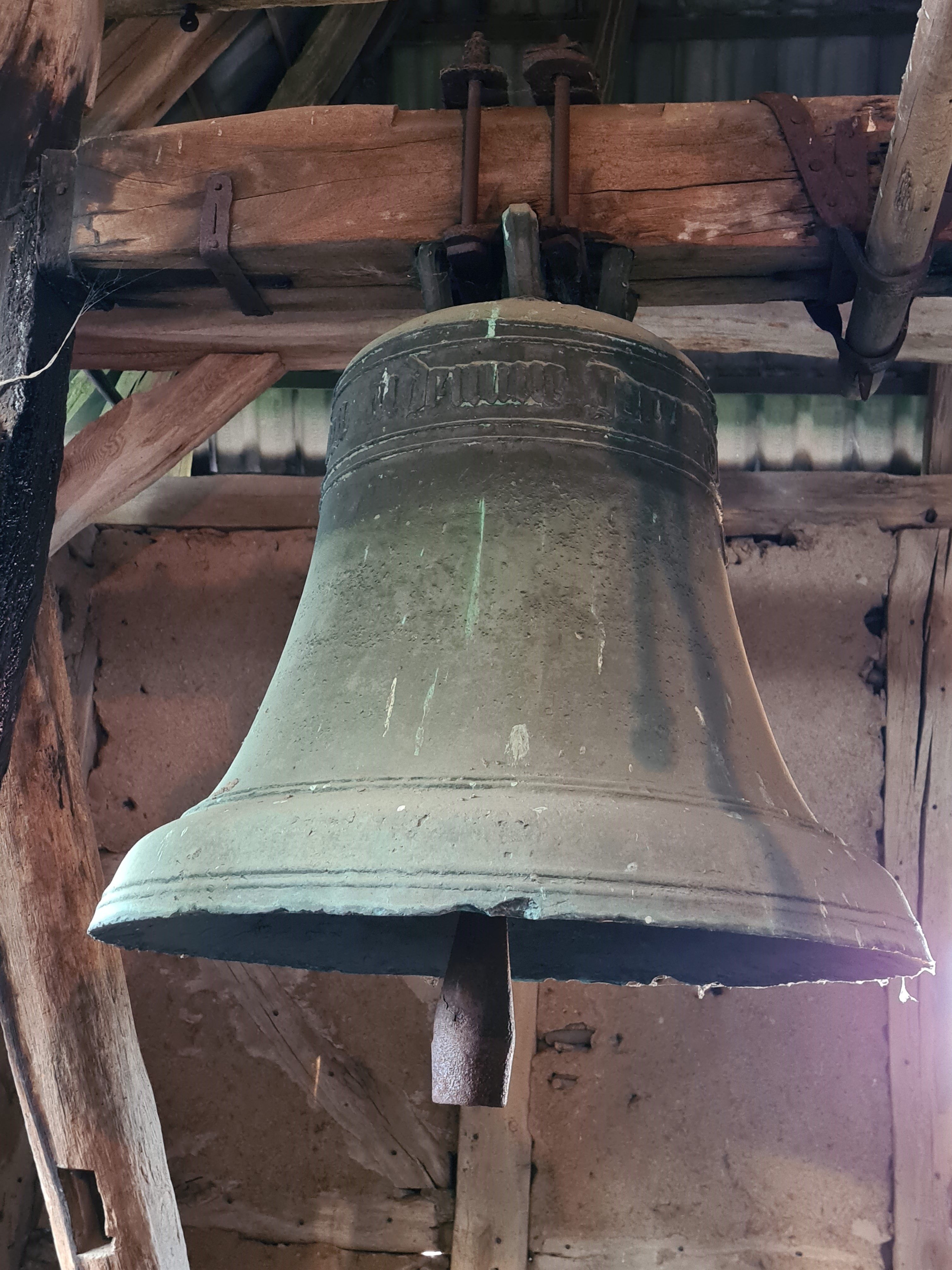
Glocke von Paul Mas 1498
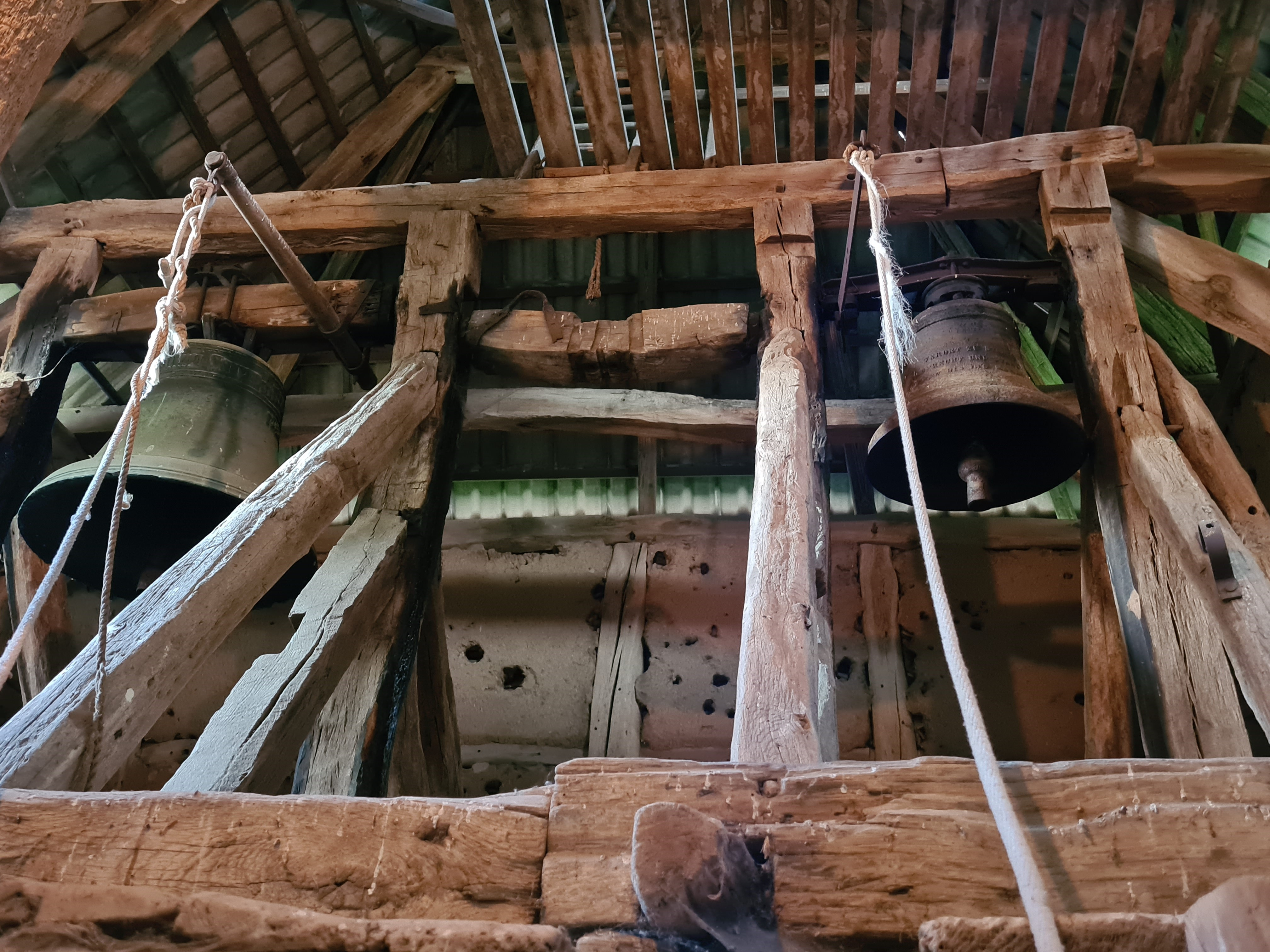
Glockenturm
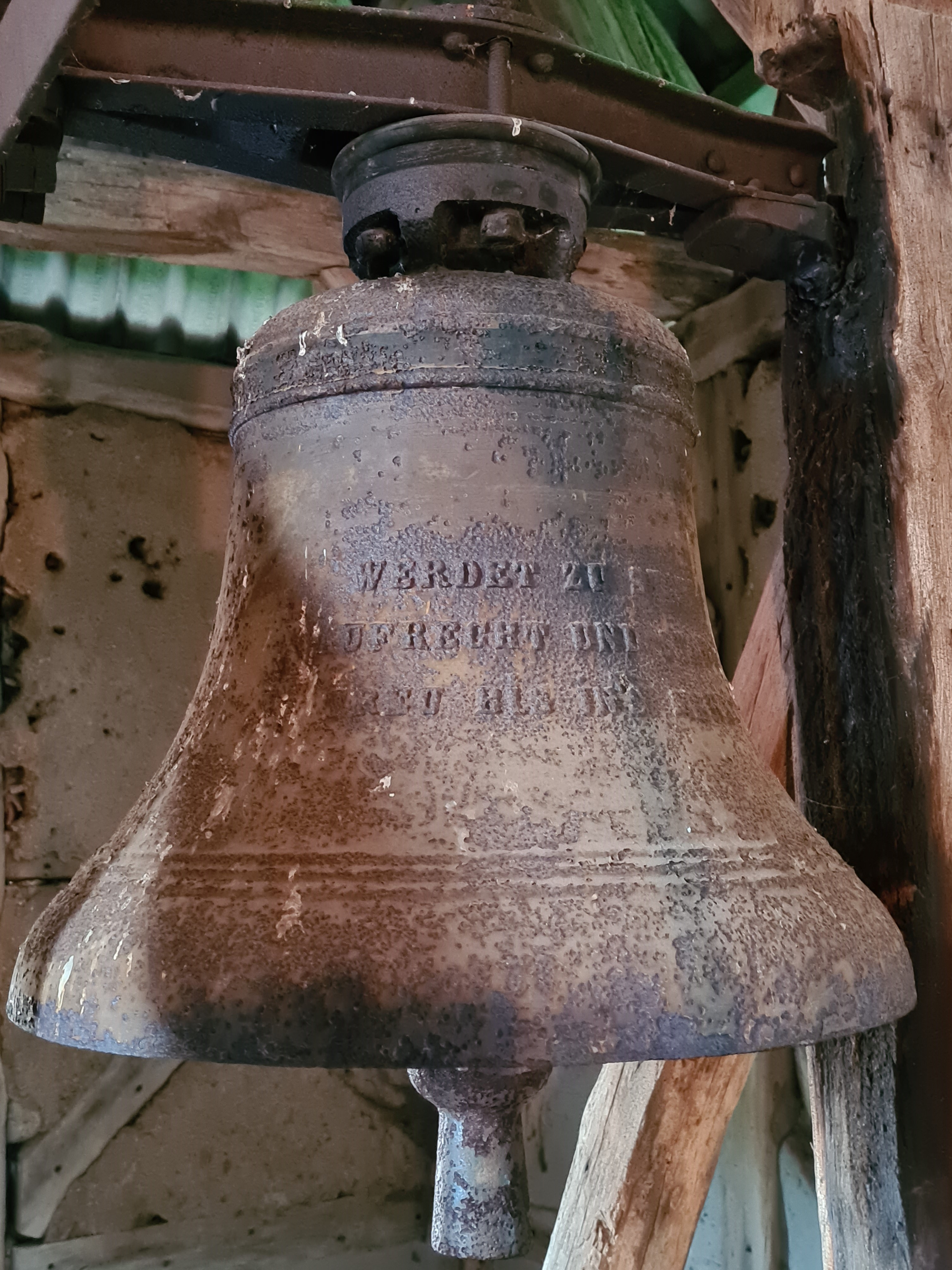
Glocke von Hilbenz 1917
- Mas Glocke läuten
- Hilbenz Glocke läuten

## Pfarrer der Kirchengemeinde

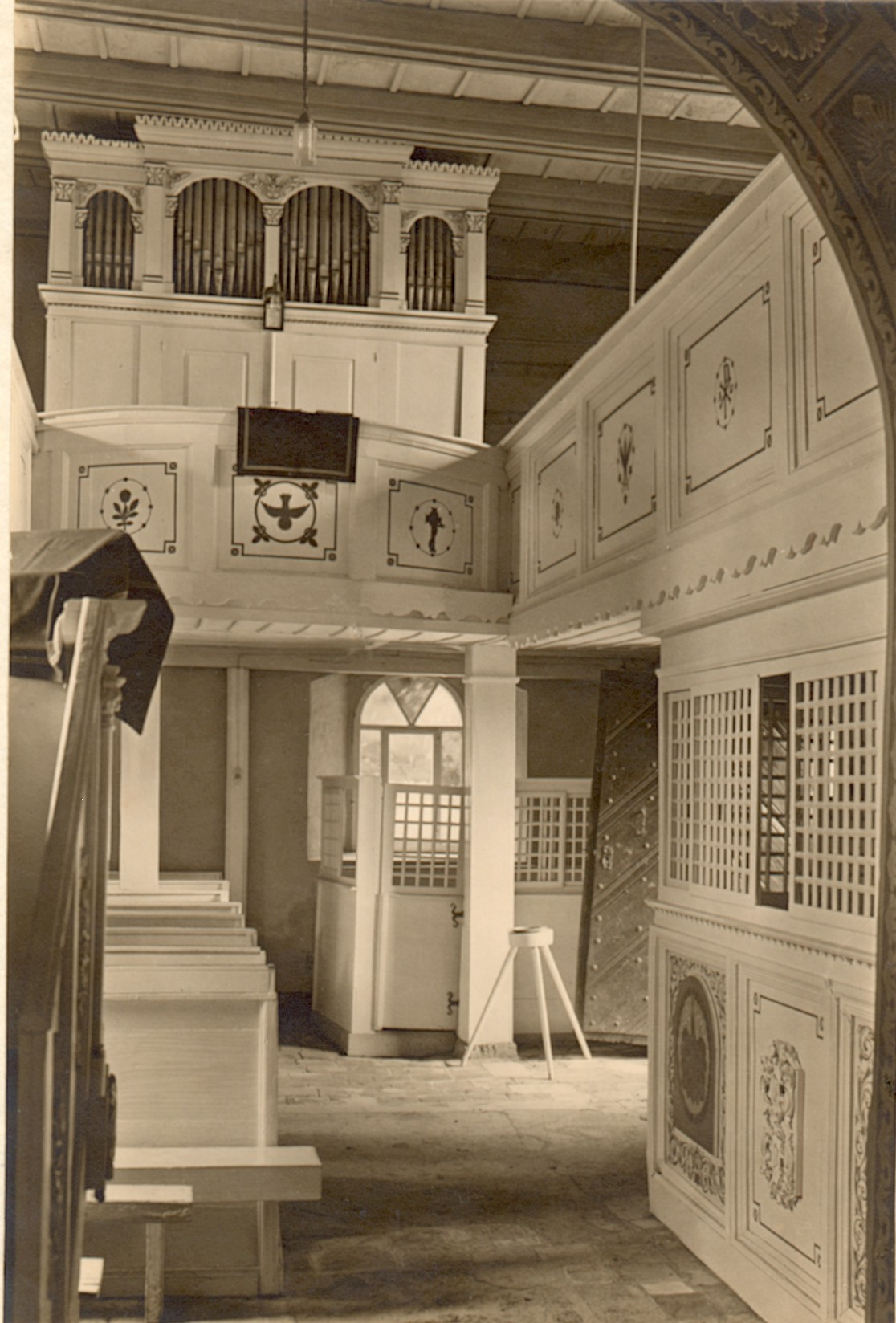
Orgel Empore vor 1968 mit Kirchenstuhl der Familie von Klatte und Gestühl des Freibauern „Gaßmanns Stuhl“

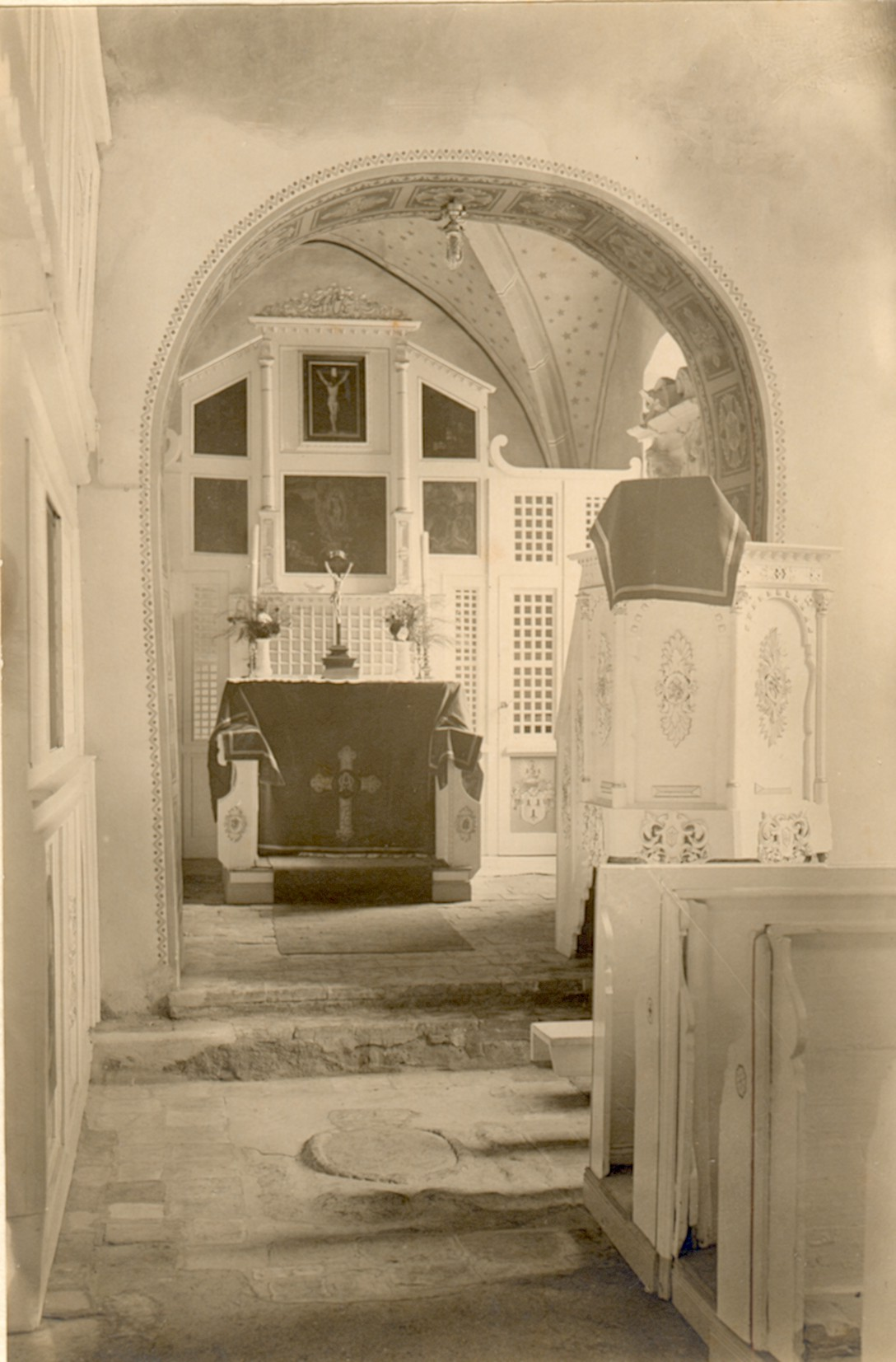
Altarraum vor 1968 mit Stumpfspitzbogen im Kreuz gewölbt, Gewölberippen mit Eichenblätterkranz

| Jahr       | Liste der Pfarrer | Informationstext |
| ---------- | --- | --- |
| 1408       | Herman Szmedes | |
| 1603–1661  | Martin Zerbst | Hainrode mit Filiale Wernrode |
| 1661–1700  | Melchior Julius Erauel | Hainrode mit Filiale Wernrode |
| 1700–1704  | Gottfried Heinrich Hesse | Hainrode mit Filiale Wernrode |
| 1704–1755  | Carl Heinrich Bratfisch gest. 28. Juli 1755 in Hainrode                                                                        | Hainrode mit Filiale Wernrode, Kirchenpatrone in Wernrode Heinrich Günther von Bila und Hauptmann Friedrich Anthon von Bila |
| 1756–1787  | Johann Georg Nagel | Hainrode mit Filiale Wernrode |
| 1787–1822  | Christian Friedrich Karl Stamm                                                                                                 | Hainrode mit Filiale Wernrode |
| 1822–1850  | Heinrich August Wilhelm Stamm                                                                                                  | Hainrode mit Filiale Wernrode, Heinrich Friedrich Christoph Sander (1836–1849), Schullehrer, Küster, Kantor und Organist |
| 1850–1871  | Carl Emil Jacobi | Hainrode mit Filiale Wernrode, Jacobi war vorher in Limlingerode |
| 1872–1877  | August Hermann Arnold | Hainrode mit Filiale Wernrode, Arnold war vorher in Buhla |
| 1877–1905  | Friedrich Wilhelm Eduard Zimmermann geb. 17. Mai 1838 in Bleicherode                                                           | Hainrode mit Filiale Wernrode, Zimmermann war vorher in Kehmstedt |
| 1905–1934  | Wolfgang Theodor Ludwig Hess geb. 5. November 1977 in Rendsburg gest. 10. Juni 1939 nach Operation im Krankenhaus in Göttingen | Hainrode mit Filiale Wernrode bis 1934, Hess heiratete 1904 Elisabeth Zimmermann, die Tochter des Pfarrers von Hainrode. Er war bis 1939 Pfarrer in Hainrode und Herausgeber des Gemeindeblattes für Hainrode und Wernrode „Der Bote von der Webelsburg“ (1916–1939). |
| 1934–1937  | Ernst Johannes Krüger geb. 26. Juli 1868, in Thure/Provinz Posen                                                               | ab 1934 wurde Wernrode vom Pfarramt Wolkramshausen übernommen, Krüger ist von 1931 bis 1937 Pfarrer in Wolkramshausen |
| 1938–1939  | Claus Leberecht | Wolkramshausen mit Filiale Wernrode, Leberecht war Hilfsprediger in Wolkramshausen |
| 1939–1941  | Felix Trommsdorff geb. 15. Juni 1912 in Obermöllern                                                                            | Wolkramshausen mit Filiale Wernrode |
| 1941–1948  | August Mackenrodt geb. 18. Juni 1882 in Mitteldorf gest. 10. Juli 1964 in Ilfeld                                               | In der Kriegszeit verwaltete den Pfarrer in Großwerther (1918–1963) die Gemeinde. |
| 1948–1963  | Hermann Delfs | Hainrode mit Filiale Wernrode |
| 1963–1984  | Ewald Müller geb. 20. März 1932 gest. 9. Juli 2020                                                                             | zog nach Lipprechterode und verbrachte seinen Ruhestand in Bleicherode |
| 1984–1997  | Eckehardt Wolf geb. 31. August 1963 gest. 25. Dezember 2020                                                                    | wechselte nach Heringen |
| 1998–2015  | Frank Krause | wechselte nach Ebeleben |
| 2015–2022  | Dorothea Heizmann | Kirchenkreis Südharz, Pfarrbereich Wipperdorf, Kirchengemeinde Wolkramshausen mit Filiale Wernrode |
| 2023–heute | Marina Mönnich | Kirchenkreis Südharz, Pfarrbereich Wipperdorf, Kirchengemeinde Wolkramshausen mit Filiale Wernrode |